# Szalkay Gusztáv
Szalkay Gusztáv (Budapest, 1874. február 14. –  Budapest, Erzsébetváros, 1933. április 27.) festő, grafikus.

## Életútja
Szalkay János és Heinert Rozália fiaként született. Már középiskolás korában foglalkozott rajzolással és festéssel. Két évig Budapesten, 1894-95-ben Bécsben és 1895-97-benMünchenben tanult. Tanulmányúton járt Itáliában és Spanyolországban is. 1913-tól szerepelt a Műcsarnokban, ahol portrékat és csendéleteket állított ki. Szerkesztette a Szabad Művészet című folyóiratot 1907-1908-ban, 1911-ben pedig a Pesti Hírlapba írt művészeti cikkeket. Halálát agyvérzés, szívgyengeség okozta.